# Apatura asta
Apatura asta är en fjärilsart som beskrevs av Schultz 1904. Apatura asta ingår i släktet Apatura och familjen praktfjärilar. Inga underarter finns listade i Catalogue of Life.